# Luxury Liner
Luxury Liner är ett musikalbum av Emmylou Harris som lanserades 1977 på Warner Bros. Records. Skivans titellåt "Luxury Liner" var en Gram Parsons-låt från 1968 som han spelat in med sitt band The International Submarine Band. Luxury Liner är ett av Harris mest framgångsrika album kommersiellt sett. Hennes inspelning av Chuck Berrys "You Never Can Tell" blev skivans största hit.

## Låtlista
(kompositör inom parentes)
1. "Luxury Liner" (Gram Parsons) – 3:41
2. "Pancho and Lefty" (Townes Van Zandt) – 4:50
3. "Making Believe" (Jimmy Work) – 3:37
4. "You're Supposed to Be Feeling Good" (Rodney Crowell) – 4:01
5. "I'll Be Your San Antone Rose" (Susanna Clark) – 3:43
6. "(You Never Can Tell) C'est la Vie" (Chuck Berry) – 3:27
7. "When I Stop Dreaming" (Ira Louvin/Charlie Louvin) – 3:15
8. "Hello Stranger" (med Nicolette Larson) (A.P. Carter) – 3:59
9. "She" (Gram Parsons/Chris Ethridge) – 3:15
10. "Tulsa Queen" (Emmylou Harris/Rodney Crowell) – 4:47

## Listplaceringar
- Billboard 200, USA: #21[1]
- UK Albums Chart, Storbritannien: #17[2]
- RPM, Kanada: #40[3]
- Nederländerna: #3[4]
- Topplistan, Sverige: #15[5]